# Chironius fuscus
Espèce
Synonymes
- Coluber fuscus Linnaeus, 1758
- Coluber saturninus Linnaeus, 1758
- Dendrophis viridis Duméril, Bibron & Duméril, 1854
- Herpetodryas sebastus Cope, 1861
- Herpetodryas holochlorus Cope, 1875
- Herpetodryas vicinus Boulenger, 1915
- Chironius cinnamomeus Cunha & Nascimento, 1978

Chironius fuscus  est une espèce de serpents de la famille des Colubridae. En Guyane, cette espèce est appelée Serpent Chasseur, comme toutes les autres espèces du genre Chironius.

## Répartition
Cette espèce se rencontre :
- dans l'Est et le centre du Brésil ;
- en Guyane ;
- au Suriname ;
- au Guyana ;
- dans le sud du Venezuela ;
- dans le sud-est de la Colombie ;
- en Équateur ;
- dans l'est du Pérou ;
- dans le nord de la Bolivie.

## Description
Cette espèce mesure environ 120 à 150 cm à l'âge adulte. Ce serpent est aglyphe, il n'est pas venimeux, l'œil est de grande taille et la pupille est ronde.

## Biologie
Chironius fuscus est une couleuvre diurne, se nourrissant en grande partie d'amphibiens. Il habite les forêts tropicales, y compris les secteurs perturbés. De nuit, cette espèce dort en hauteur dans la végétation. 

## Taxinomie

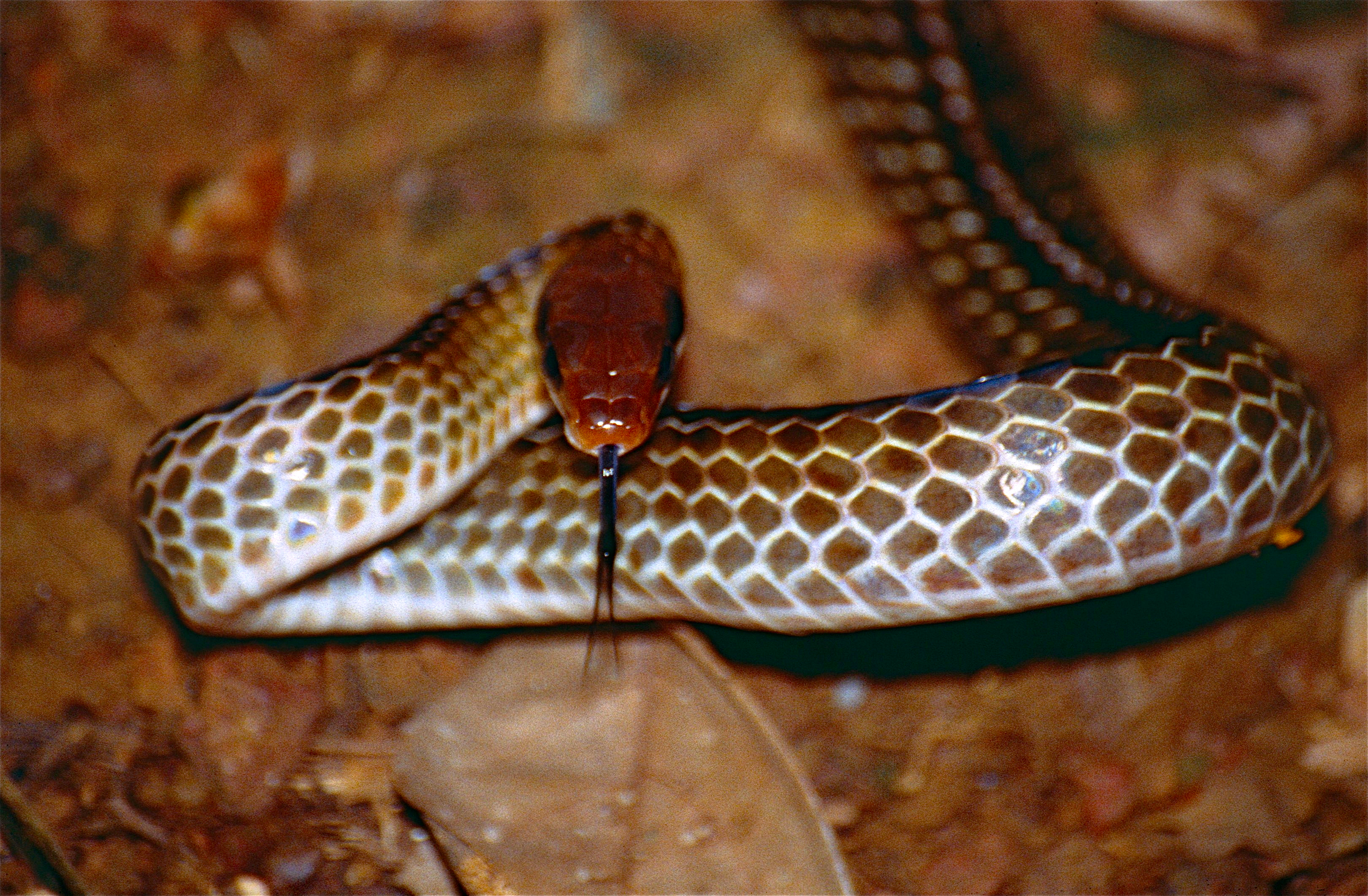

La sous-espèce Chironius fuscus leucometapus a été élevée au rang d'espèce par Hollis en 2006.
Les espèces Coluber saturninus, Herpetodryas vicinus, Herpetodryas sebastus, Herpetodryas holochlorus, Chironius cinnamomeus et Dendrophis viridis ont été placées en synonymie avec Chironius fuscus.

## Étymologie
Son épithète spécifique vient du latin fuscus qui signifie « sombre ».

## Publication originale
- Linnaeus, 1758 : Systema naturae per regna tria naturae, secundum classes, ordines, genera, species, cum characteribus, differentiis, synonymis, locis, ed. 10 (texte intégral).